# Joseph Caraud
Joseph Caraud, né à Cluny le 5 janvier 1821 et mort à Paris le 12 novembre 1905, est un peintre français.

## Biographie
Élève d'Abel de Pujol et de Charles-Louis Muller, hors concours au Salon des artistes français dont il est sociétaire et où il expose depuis 1834 et dont il a obtenu en 1859 une médaille de troisième classe, Joseph Caraud remporte une médaille de bronze à l'Exposition universelle de 1889.
Il est inhumé le 15 novembre 1905 au cimetière de Montmartre 28e division.

## Œuvres dans les collections publiques
France
- Carcassonne, musée des Beaux-arts, La Déclaration, 1877.
- Le Havre, Soubrette Louis XV, 1875.
- Mâcon, musée des Ursulines, La Lettre, 1896.
- Reims, musée des Beaux-arts, Légère piqure, 1893.

États-Unis,
- Rhode Island School of Design Museum, Mère et fille, 1870.

## Distinctions
- Chevalier de la Légion d'honneur (29 juin 1867).

## Galerie

Œuvres de Joseph Caraud
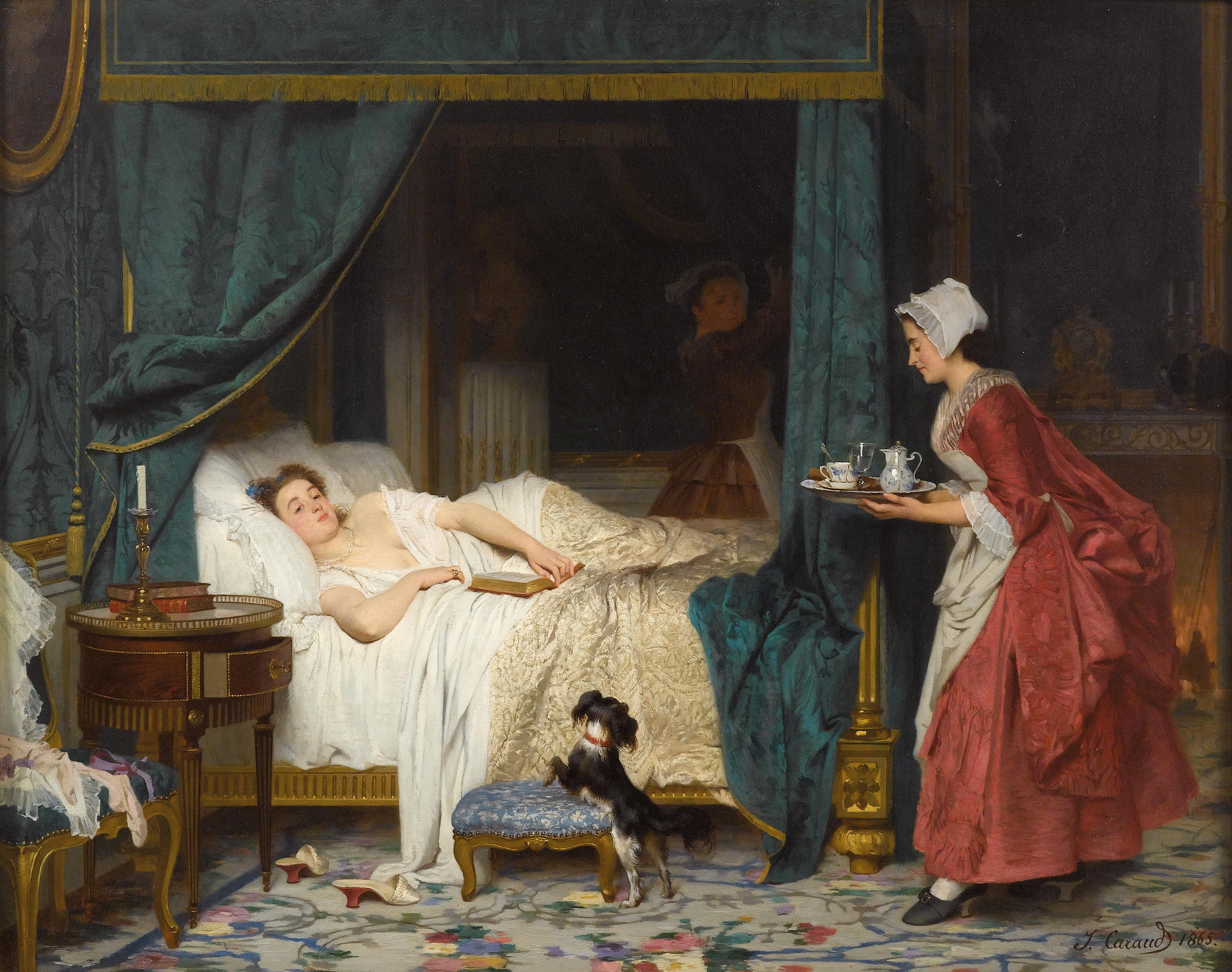
Am Morgen, 1865, localisation inconnue.
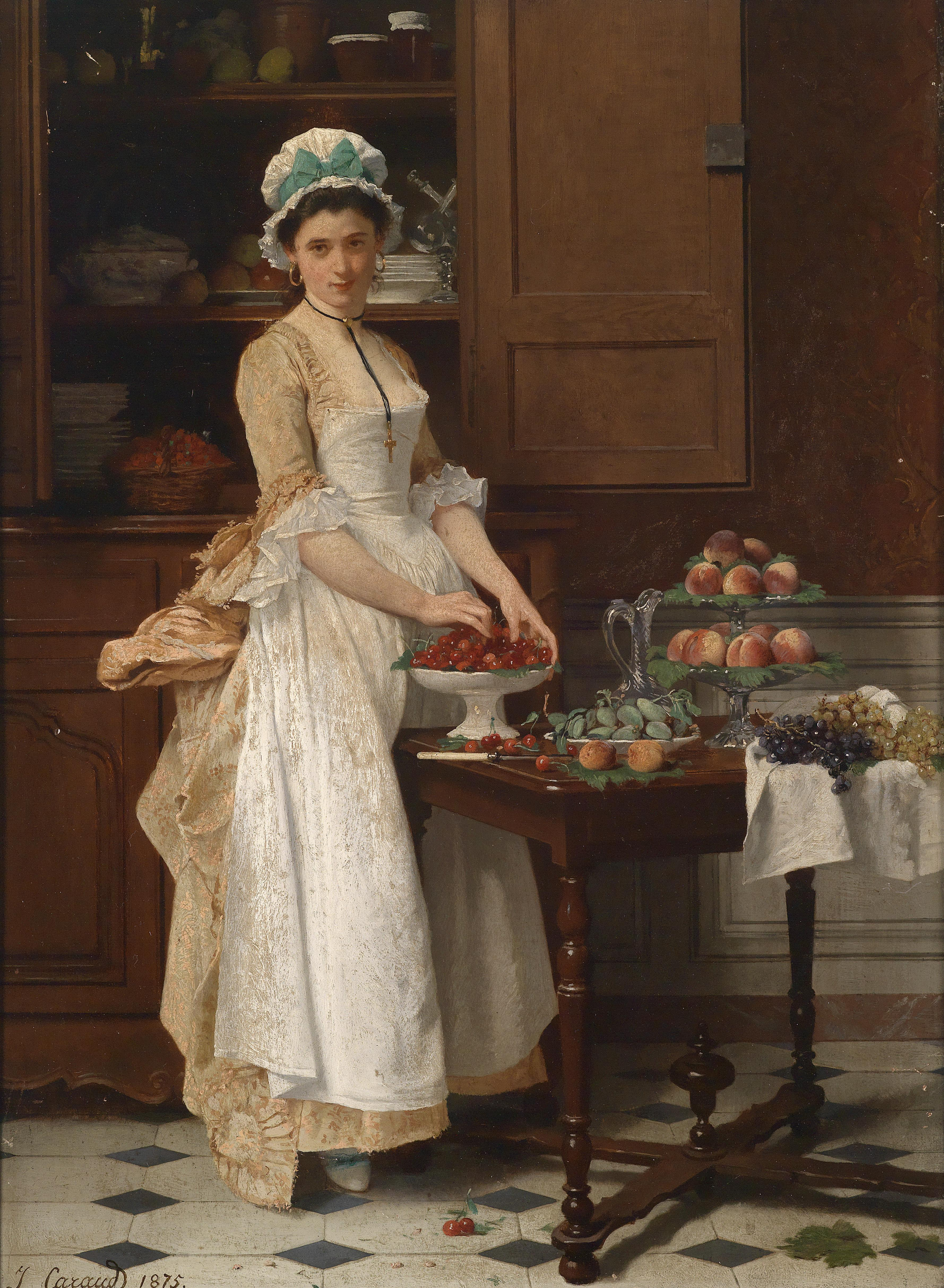
Das Kirschenmädchen, 1875, localisation inconnue.
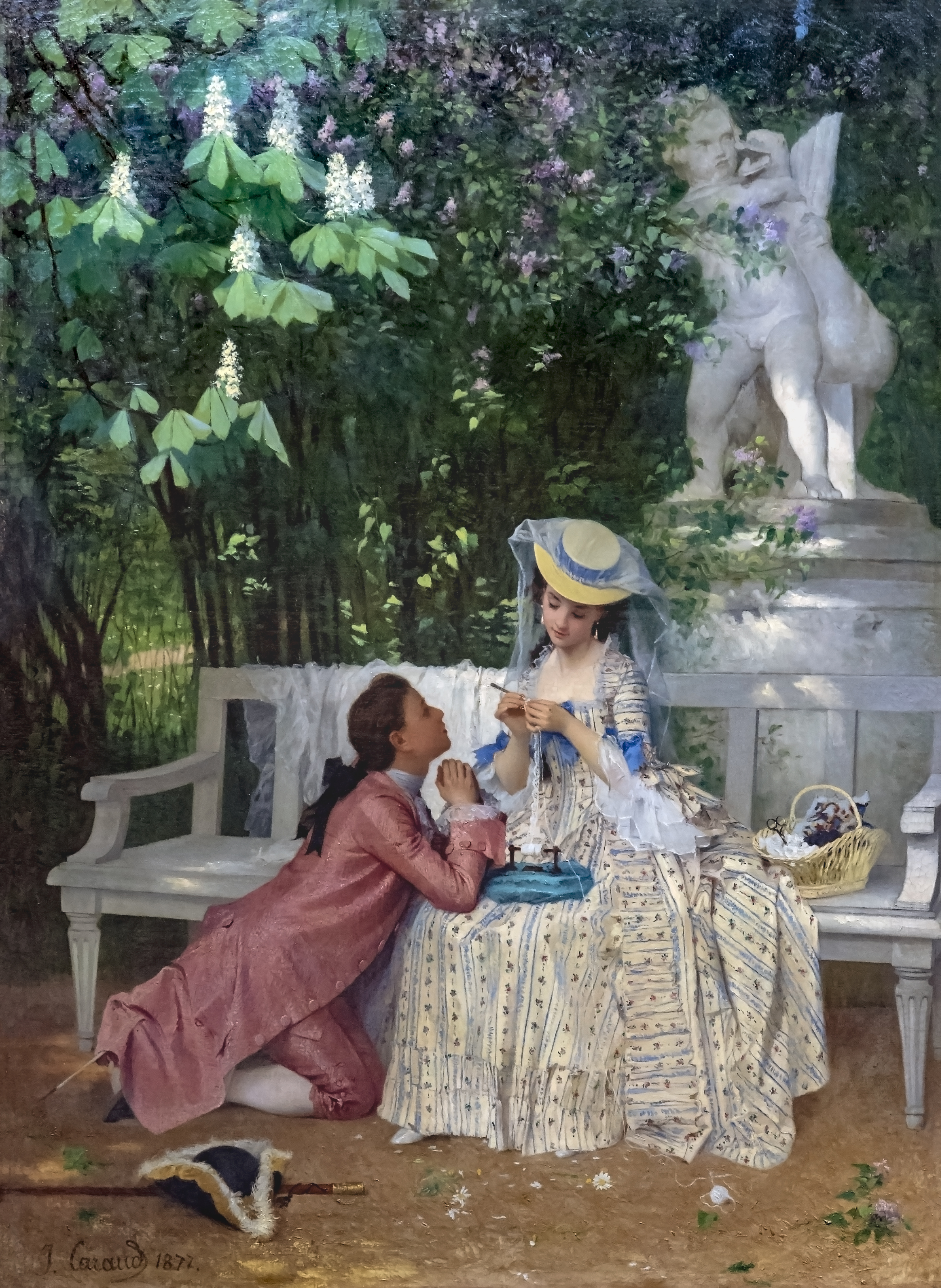
La Déclaration, 1877, musée des Beaux-Arts de Carcassonne.
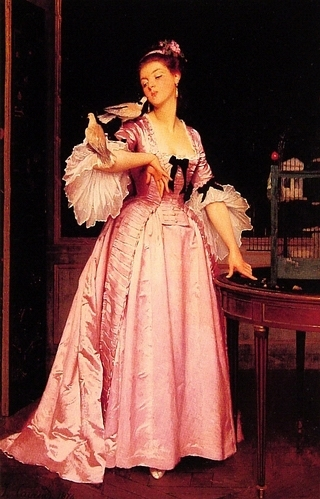
The Love Birds, localisation inconnue.
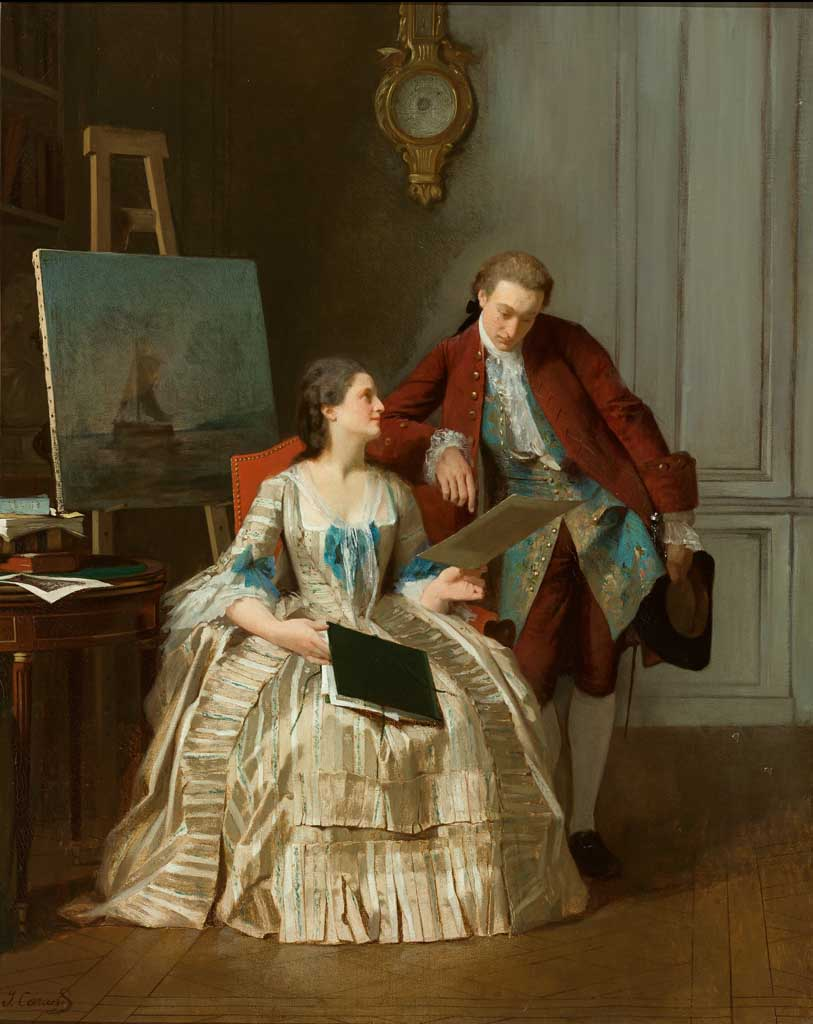
Paar mit Staffelei, localisation inconnue.
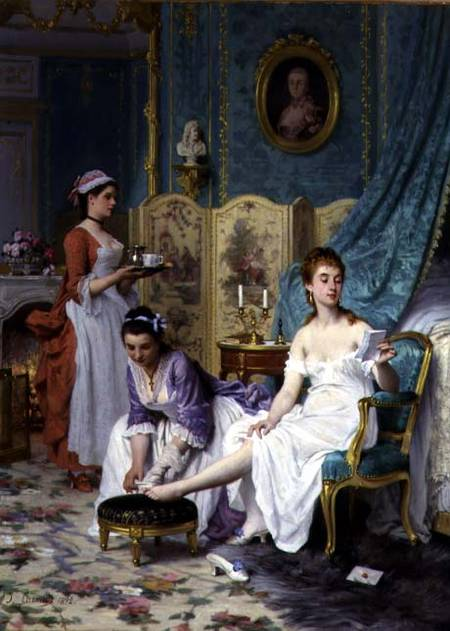
Le Lever, localisation inconnue.